# Малочёрное
Малочёрное — исчезнувшая деревня в Болотнинском районе Новосибирской области. На момент упразднения входила в состав Кунчурукского сельсовета. Исключена из учётных данных в 1971 году.

## География
Располагалась на правом берегу реки Берёзовка, в 6,5 км к северо-востоку от деревни Большая Чёрная.

## История
Деревня Мало-Чёрная была основана в 1893 г. В 1926 году состояла из 91 хозяйства. В административном отношении являлась центром Мало-Чёрного сельсовета Болотнинского района Томского округа Сибирского края.
Решением Новосибирского облисполкома от 27.09.1971 г. № 650 деревня Малочёрное исключена из учётных данных как фактически не существующая.

## Население
По переписи 1926 г. в деревне проживало 428 человек (193 мужчины и 235 женщин), основное население — русские.